# اولگا فیکوتووا
اولگا فیکوتووا (چکی: Olga Fikotová؛ زادهٔ ۱۳ نوامبر ۱۹۳۲) پرتاب‌گر دیسک و  بازیکن بسکتبال اهل چکسلواکی بود.
از افتخارات وی میتوان به کسب مدال طلا در پرتاب دیسک در بازی‌های المپیک تابستانی ۱۹۵۶ اشاره کرد.